# Caussiniojouls
Caussiniojouls è un comune francese di 127 abitanti situato nel dipartimento dell'Hérault nella regione dell'Occitania.

## Società

### Evoluzione demografica
Abitanti censiti